# Бекасово-Сортувальне
Бекасово-Сортувальне (рос. Бекасово-Сортировочное) — залізнична сортувальна станція на південному заході від Москви, є найбільшою в Європі як за кількістю колій сортувального парку (48), так і за кількістю вагонів що пропускаються (до 22 тис. на добу). Відноситься до Московсько-Смоленського регіону Московської залізниці і є його центром. Є структурним підрозділом Московської дирекції управління рухом, як позакласна станція, не входить ні в один з восьми ДЦС. Протяжність станції становить 18 км. Розташована на Великому кільці Московської залізниці, поблизу головного ходу Київського напрямку Московської залізниці. Розташована у поселенні Київський Троїцького адміністративного округу Москви, в якому мешкають переважна більшість залізничників, які працюють на станції.
Разом зі станціями Орєхово-Зуєво та Рибне є однією з трьох головних сортувальних станцій центральної Росії. На станції Бекасово-Сортувальне переформується весь вантажопотік, що прямує до Москви та Підмосков'я по Ризькому, Смоленському та Київському напрямкам. Та частина вантажопотоку, що призначена до Москви, відправляється маршрутами Бекасово I — Любліно-Сортувальне (через Стовбову), таким чином розвантажуючи невеликі сортувальні станції Київського та Смоленського радіусу в межах Москви.

## Склад станції
Станція складається з декількох основних частин:
- Парк приймання «А» у північно-західній частині станції, 236—237 км Великого кільця. 12 колій. До парку прибувають поїзди-«розборки» двома коліями (9-а та 11-а сполучні) із заходу (з боку Бекасово I) і по одній колії («Орехівська петля», або 3-я колія) зі сходу (з боку Стовбової). У вхідній частині парку знаходиться пункт списування (номера всіх, що прямують вагонів вручну заносяться в систему).
- Приймально-відправний парк «Б» на південь від парку «А», 236—237 км Великого кільця. 4 колії. Пасажирська платформа з назвою Бекасово-Сортувальне знаходиться в парку. Біля платформи знаходиться будівля ШЧ, територія колишньої ПМС з коліями, ангаром і кранами. У 1970-х роках парк був окремою станцією Бекасово II.
- Сортувальна гірка — центр станції, на 238 км, на сході від парку «А». Вагони потрапляють на гірку із заходу з парку «А», проходячи через зону ручного розчеплення, що насувається тепловозами. На гірці 4 колії насування, 3 колії розпуску і 3 гальмівні позиції. Локомотиви прямують з парку по колії на північ від гірки (у депо) або на південь (через головний хід кільця), починаючи з самої гірки колії неелектрифіковані. Гірка переходить в парк «С».
- Центральний пост управління — чотириповерхова будівля з південного боку сортувальної гірки (навпроти другої гальмівної позиції). На четвертому поверсі знаходиться еркер (козирок з оглядовим видом на гору), де відбувається контроль розпуску. Контролем поїздів, що прибувають, розпускають і відбувають, займається обчислювальний центр Московської залізниці (відділ АСУ) на третьому поверсі. У будівлі знаходяться частини ДС та ШЧ.
- Сортувальний парк «С» на сході від сортувальної гірки, 238—239 км Великого кільця. 6 пучків по 8 колій (48 колій). Колії не електрифіковані.
- Приймально-відправний парк «В» на сході від парку «С», 240—242 км Великого кільця. Має 23 колії. Сформовані поїзди відправляються на захід по першій головній колії (прямує на захід уздовж північної межі всієї станції, виходить на головний хід кільця на естакаді через Київське шосе) і по 4 колії на південь відразу на головний хід кільця (через Бекасово-Центральне, з південної околиці станції). На схід, на 243 км і надалі, відправлення поїздів відбувається відразу на головний хід кільця, в цьому місці згортається парк «В» і основна широка частина станції.
- Приймально-відправний парк «М» на 245—246 км головного ходу Великого кільця, має 4 колії. До 2000-х років був окремою станцією Мачихіно, станом на кінець 2010-х років в парку — пасажирська платформа Мачихіно.
- До станції примикає локомотивне депо Бекасово ТЧЕ-23, на 239 км Великого кільця. Знаходиться поруч з парком «С» (у північно-східній частині), має 17 колій. Включає основну будівлю депо, будівлю ПТО на північ (пункт технічного обслуговування), допоміжні будівлі, в т. ч. цистерни для сушіння піску, будівля відпочинку машиністів.

До станції примикають під'їзні колії розташованих поруч підприємств:
- Бекасовська дистанція сигналізації та зв'язку ШЧ-5ж
- Вагонне депо ВЧДЕ-13ж
- Бекасовська дистанція колії ПЧ-18[2].

До осені 2014 року до станції примикала Колійна машинна станція ПМС-231, згодом була закрита (стала філією ПМС-101 Калуга II). Розташовувалася між парками «А» та «Б».
Східна межа станції (1 та 3 головні колії) в центральній частині проходять межею поселень Київський та Новофедоровське.

## Пасажирські платформи
Сортувальну станцію обслуговують 6 пасажирських платформ (зупинних пунктів), що знаходяться на Великому кільці Московської залізниці в межах станції:
- Селище Київський — платформа поблизу робочого селища Київський, 2 пасажирських колії. Біля цієї платформи відгалужуються дві колії (9-а та 11 сполучні) для розбирання до парку «А». Перша головна колія прямує 100 м північніше від платформи.
- Бекасово-Сортувальне — однойменна з усією станцією платформа в Парку «Б», 5 колій. Поруч розташовані залізничні підрозділи: ШЧ-5, ЕЧК.
- Бекасово-Центральне — 2 колії. На північний схід знаходяться Центральний Пост, сортувальна гірка, парк «С», Локомотивне депо Бекасово (ТЧ-23). Бекасово-Центральне є головним пунктом управління всього Бекасовського вузла. Тут також знаходяться Начальник станції Бекасово-Сорт., станційний диспетчер, маневровий диспетчер, Служба руху (ДС), а також залізничні підрозділи ПЧ-18.
- 240 км, 241 км — платформи на одноколійній ділянці (2-га колія), на північ знаходиться парк «В». Біля платформи 241 км розташоване вагонне депо (ВЧДЕ).
- Мачихіно — платформа на південному сході станції, парк «М», вихід до присілку Мачихіно.

Значну роль у пасажирських та вантажних перевезеннях відіграє окрема вузлова станція Бекасово I, що знаходиться на північний захід на самому перетині Київського радіального напрямку і Великого кільця. Разом ці дві станції утворюють найбільший Бекасовський залізничний вузол.
На цих платформах працюють електропоїзди моторвагонного депо ТЧ-20 «Апрелівка», які обслуговують Київський напрямок Московської залізниці. Розклад електропоїздів даної дільниці Великого кільця складено багато в чому для доставки залізничників на роботу і з роботи (не лише до поселення Київський, але й у напрямку Кубинки ІІ, Москви, Калуги). Через пріоритет та великий поток вантажних поїздів приміські електропоїзди іноді трапляються запізнення від розкладу руху або скасовуватися.
Поблизу багатьох платформ знаходяться котеджі, СНТ, дачі — тому ними користуються також дачники.